# Żydów (Grande-Pologne)
Pour les articles homonymes, voir Żydów.
Żydów est une localité polonaise de la gmina de Godziesze Wielkie, située dans le powiat de Kalisz en voïvodie de Grande-Pologne.